# Mount Charity
Mount Charity (englisch für Berg der Nächstenliebe) ist ein 2680 m hoher Berg im Norden des Palmerlands bzw. im südlichen Abschnitt der Antarktischen Halbinsel. Er ragt 14,5 km südlich des Mount Hope am nördlichen Ende der Eternity Range auf und ist neben diesem und Mount Faith einer der drei höchsten Gipfel des Gebirges.
Entdeckt und benannt wurde er durch den US-amerikanischen Polarforscher Lincoln Ellsworth, der das Gebiet der Eternity Range zwischen dem 21. und 23. November 1935 mehrfach überflog. Im November 1936 nahmen Teilnehmern der British Graham Land Expedition (1934–1937) unter der Leitung des australischen Polarforschers John Rymill Vermessungen vor. Luftaufnahmen entstanden im September 1940 bei der United States Antarctic Service Expedition (1939–1941) sowie im Dezember 1947 bei der US-amerikanischen Ronne Antarctic Research Expedition (1947–1948).